# ان‌جی‌سی ۷۴۵۴
ان‌جی‌سی ۷۴۵۴ (انگلیسی: NGC 7454) یک کهکشان بیضوی در صورت فلکی اسب بزرگ است. این کهکشان در ۱۵ اکتبر ۱۷۸۴ توسط ویلیام هرشل کشف شد.